# Tentic Bajo
Tentic Bajo är en ort i Mexiko.   Den ligger i kommunen Larráinzar och delstaten Chiapas, i den sydöstra delen av landet, 700 km öster om huvudstaden Mexico City. Tentic Bajo ligger 2 028 meter över havet och antalet invånare är 183.
Terrängen runt Tentic Bajo är kuperad söderut, men norrut är den bergig. Terrängen runt Tentic Bajo sluttar norrut. Runt Tentic Bajo är det ganska tätbefolkat, med 166 invånare per kvadratkilometer. Närmaste större samhälle är Bochil, 16,8 km nordväst om Tentic Bajo. I omgivningarna runt Tentic Bajo växer i huvudsak städsegrön lövskog.